# District de Črnuče
Le district de Črnuče (slovène : Četrtna skupnost Črnuče), ou simplement Črnuče, est l'un des 17 districts (slovène : Mestna četrt) de la ville de Ljubljana en Slovénie..

## Situation
Il se trouve au nord de Ljubljana et s'étend sur 18,1 km2. Il comptait 11 641 habitants en 2020 contre 10 910 en 2002 (source : SORS).

## Histoire
Il doit son nom à l'ancienne ville de Črnuče (en).

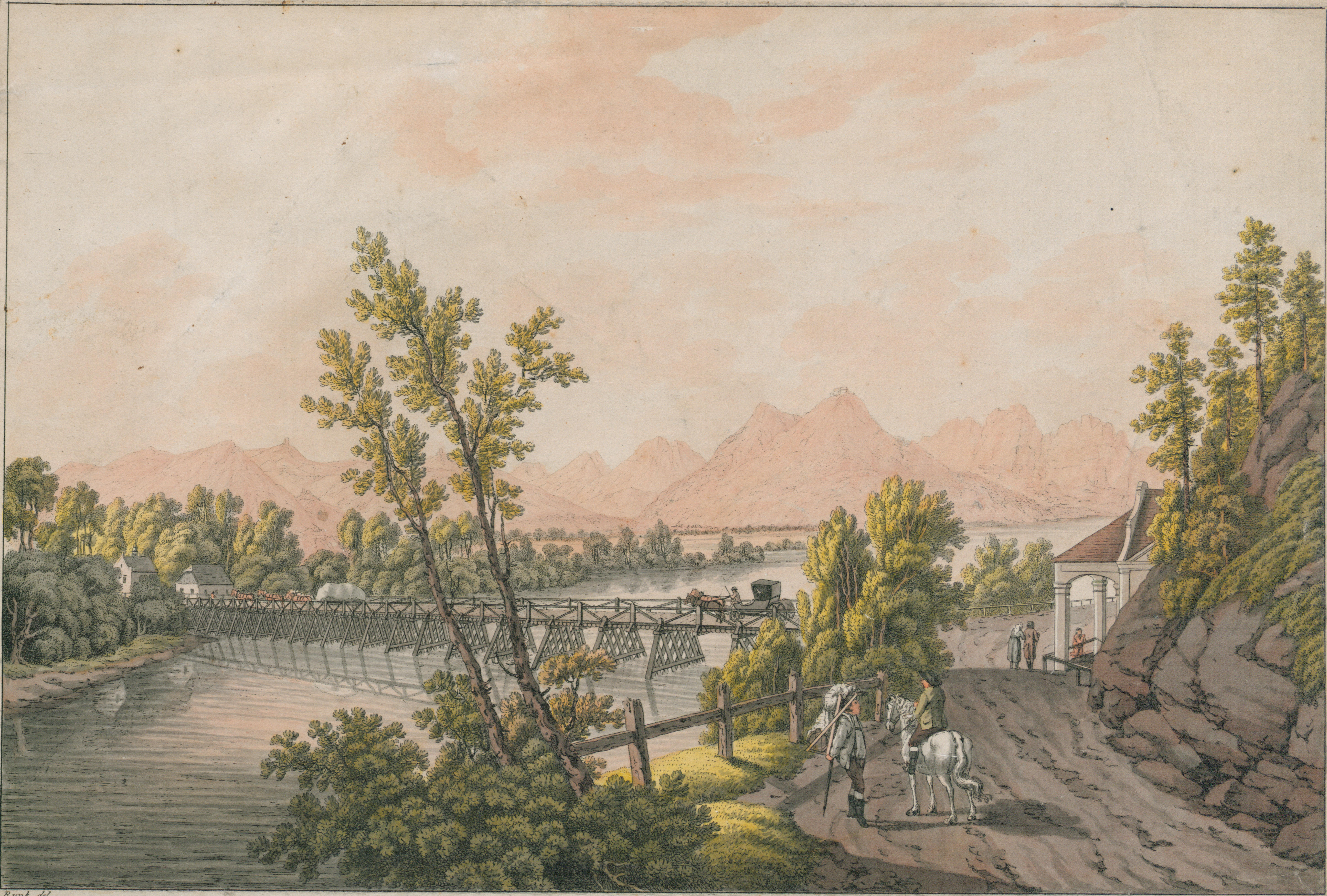
Pont sur la Save près de Črnuče, Ferdinand Runk (en), 1815
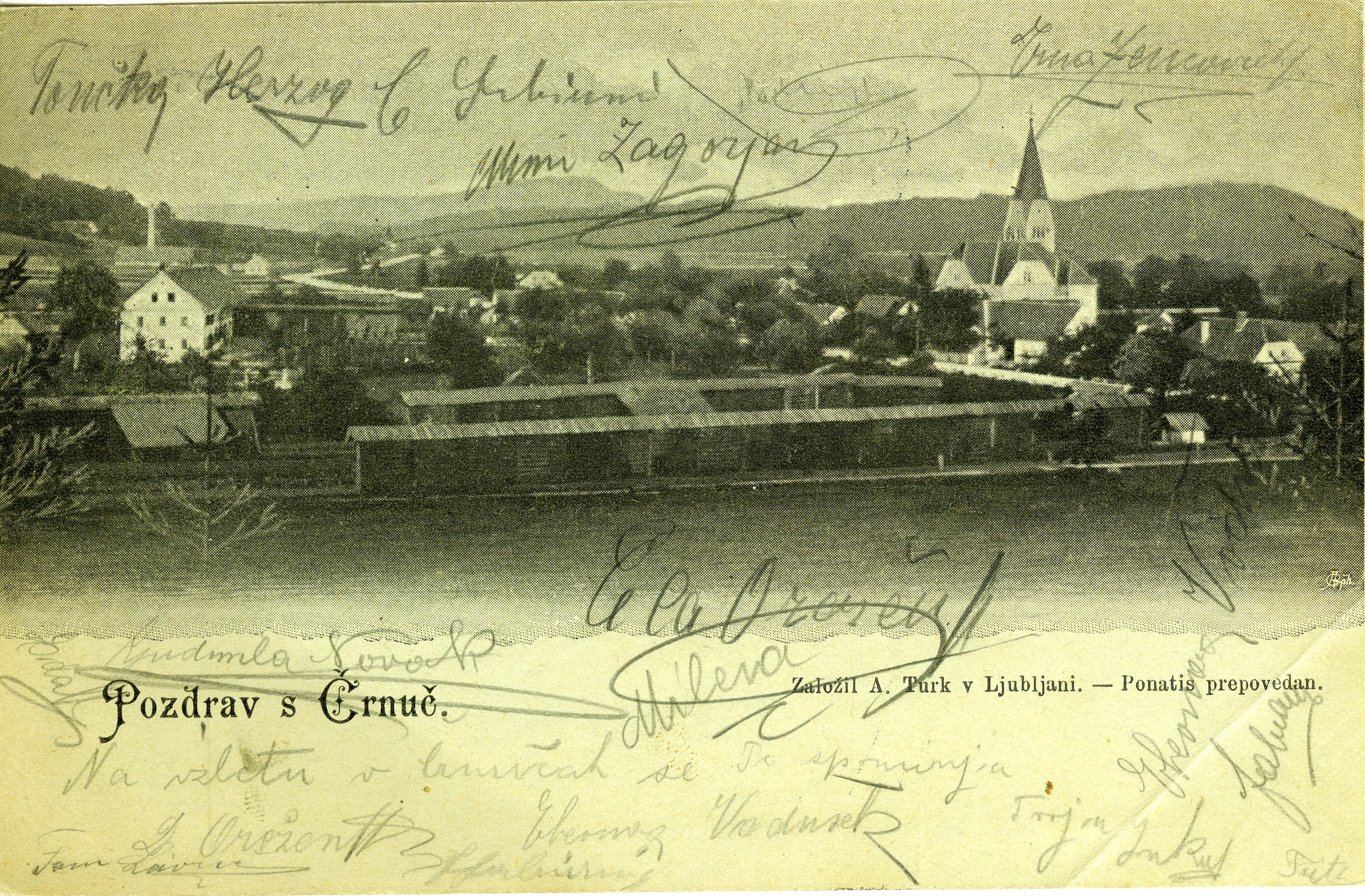
Črnuče en 1901
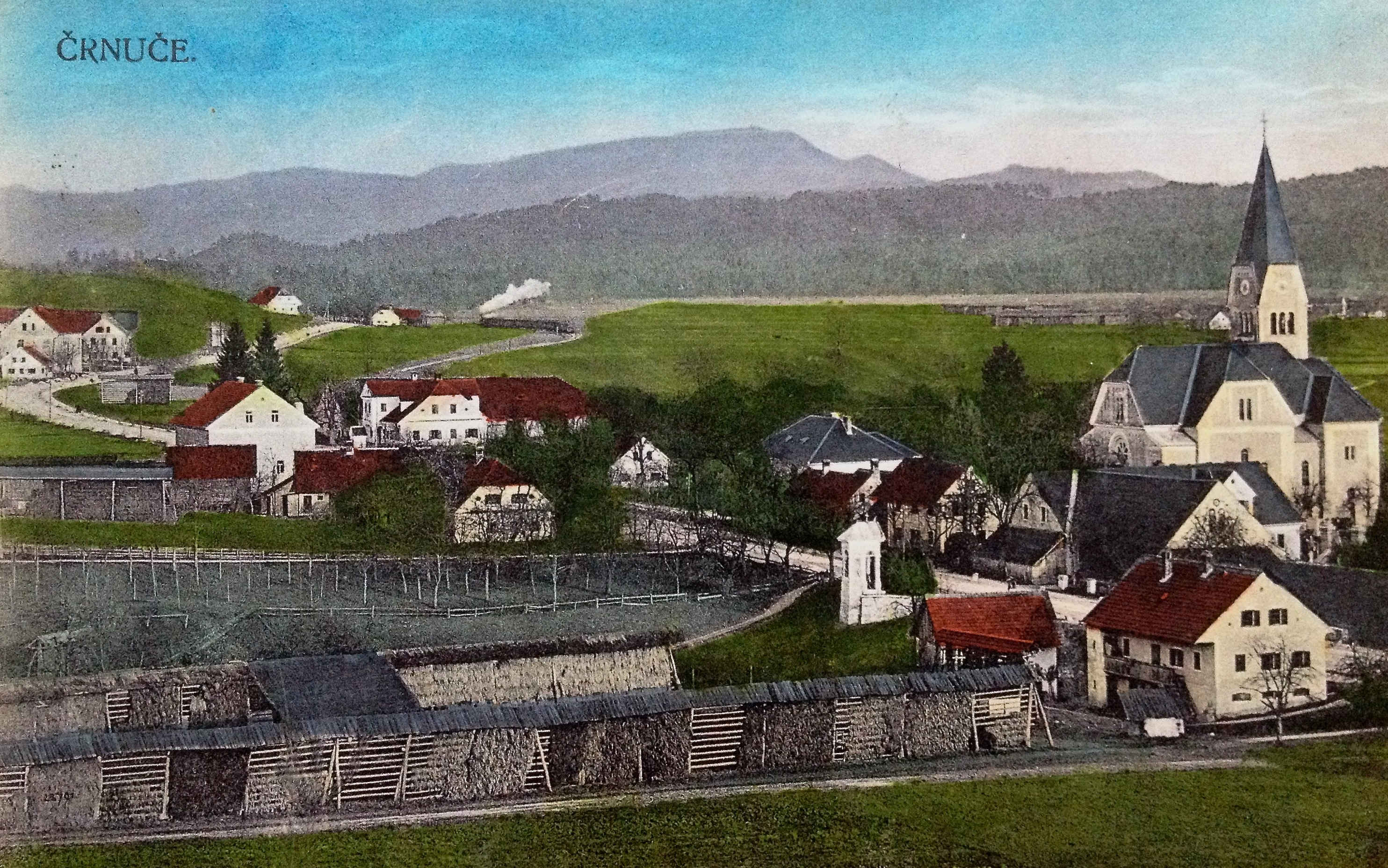
En 1910